# Chiesa della Visitazione di Maria Santissima a Sant'Elisabetta (Albino)
La chiesa della Visitazione di Maria Santissima a Sant'Elisabetta è il luogo di culto cattolico della frazione di Comenduno di Albino, in provincia di Bergamo, sussidiaria della chiesa di Cristo Re posta in prossimità dal Novecento, venendo donata dalla famiglia Signori di Comenduno.

## Storia
La piccola chiesa dedicata alla visitazione fu edificata per volere di Franceschino dei Signori da Comenduno. Fu oggetto di un restauro già nel 1516 da parte di Giovanni Signori di Comenduno fu Lorenzo, che ne godeva il giuspatronato e che fece dono di una nuova campana dopo che la vecchia era stata trafugata.
L'edificio di culto fu visitato dall'arcivescodo di Milano san Carlo Borromeo durante la sua visita pastorale diocesana del 1575. Dalla relazione si evince che alla chiesa dovevano essere fatti lavori per rendere l'edificio consono ai nuovi dettami del Concilio di Trento, spese che dovevano essere a carico delle famiglie che ne godevano il giuspatronato. Ordinò di rimodernare l'altare maggiore con nuovi decori, mentre il quattrocentesco altare dedicato a san Bernardino da Siena, tanto importante per la popolazione bergamasca, doveva essere rimosso entro tre giorni. Ordini che furono rispettati con i lavori realizzati negli ultimi anni del Cinquecento. La chiesa richiese più interventi di ammodernamento e mantenimento sia con la visita pastorale del vescovo Pietro Luigi Speranza del 1861, che con le indicazioni del vescovo Gaetano Camillo Guindani del1882. Nell'Ottocento la chiesa necessitò di un grande restauro con fine lavori e inaugurazione il 23 ottobre 1906.
Solo L'11 marzo 1941, la chiesa fu ceduta dalla famiglia Signori di Comenduno alla parrocchia di Cristo Re, che ne ha eseguito alcuni lavori di mantenimento e ammodernamento.

## Descrizione

### Esterno
L'edificio si trova su di una piazza che era anticamente il suo sagrato, e in prossimità della parrocchia, avente il tradizionale orientamento con abside rivolta a est e facciata principale a ovest.
La facciata a capanna con tetto aggettante per riparare la facciata e anche i fedeli, si presenta molto semplice e conserva parti dell'edificio originale. L'oculo strombato posto sulla parte superiore e il portale d'ingresso presentano tracce dell'antica chiesa, indicano che è stata modificata e allargata sulla parete a nord. La croce ferrea posta sul lato sinistro, risalirebbe alla fine dell'Ottocento, posta in ottemperanza delle indicazioni del vescovo Pietro Luigi Speranza del 1861, per rendere riconoscibile l'edificio come luogo di culto. Tracce di affreschi sono visibili sulla parete sud dove è posto anche l'ingresso laterale con contorno di vivo a conci bugnati e una piccola apertura.
La chiesa è completa di una piccola torre campanaria con una sola campana grave.

### Interno
L'interno a navata unica e a unica campata con la volta sorretta da sue capriate lignee che hanno sostituito gli arconi a ogiva precedenti. I restauri hanno riportato alla luce tracce di affreschi quattrocenteschi raffiguranti una crocifissione che, con la tecnica dello strappo è stata ricollocata, le immagini della Madonna in trono col Bambino e santo vescovo, e a livello inferiore la Madonna col Bambino e santi Giovanni Battista e Caterina d'Alessandria'.
La zona presbiteriale anticipata dall'arco trionfale molto ribassato delimitato da due colonne complete di capitelli d'ordine dorico ha volta con cornicione che si raccorda alle pareti. La parte è illuminata da due aperture semicircolari. la pala d'altare raffigurante la Visitazione di Maria alla cugina Elisabetta è di autori ignoto. 
i. Il pavimento, sia della navata che del presbiterio, sono stati rifatti in cotto. Sulla parete di fondo è entro cornice dipinta e dorata la tela della Visitazione. Alla chiesa è annesso un piccolo vano di sacristia ed un piccolo campanile con una sola campana antica dal suono grave.